# Kabinet-Jørgensen III
Het kabinet–Jørgensen III was de regering van het Koninkrijk Denemarken van 30 augustus 1978 tot 26 oktober 1979.

## Kabinet–Jørgensen III (1978–1979)
| Ambtsbekleder             | Ambtsbekleder          | Ambtsbekleder                      | Functie                           | Ambtstermijn     | Ambtstermijn      | Partij |
| ------------------------- | ---------------------- | ---------------------------------- | --------------------------------- | ---------------- | ----------------- | ------ |
|                           | Anker Jørgensen        | Anker Jørgensen (1922–2016)        | Premier                           | 13 februari 1975 | 10 september 1982 | SD     |
|                           |                        | Knud Enggaard (1929)               | Minister van Binnenlandse Zaken   | 30 augustus 1978 | 26 oktober 1979   | VDL    |
|                           | Henning Christophersen | Henning Christophersen (1939–2016) | Minister van Buitenlandse Zaken   | 30 augustus 1978 | 26 oktober 1979   | VDL    |
|                           |                        | Knud Heinesen (1932)               | Minister van Financiën            | 13 februari 1975 | 26 oktober 1979   | SD     |
|                           |                        | Nathalie Lind (1918–1999)          | Minister van Justitie             | 30 augustus 1978 | 26 oktober 1979   | VDL    |
|                           |                        | Anders Ejnar Andersen (1912–2006)  | Minister van Economische Zaken    | 30 augustus 1978 | 26 oktober 1979   | VDL    |
| Minister voor Belastingen |                        | Anders Ejnar Andersen (1912–2006)  |                                   | 30 augustus 1978 | 26 oktober 1979   | VDL    |
|                           |                        | Arne Christiansen (1925–2007)      | Minister van Industrie en Handel  | 30 augustus 1978 | 26 oktober 1979   | VDL    |
|                           |                        | Poul Søgaard (1923–2016)           | Minister van Defensie             | 1 oktober 1977   | 10 september 1982 | SD     |
|                           |                        | Erling Jensen (1919–2000)          | Minister van Sociale Zaken        | 30 augustus 1978 | 26 oktober 1979   | SD     |
|                           | Svend Auken            | Svend Auken (1943–2009)            | Minister van Arbeid               | 1 oktober 1977   | 10 september 1982 | SD     |
|                           | Ritt Bjerregaard       | Ritt Bjerregaard (1941–2023)       | Minister van Onderwijs            | 13 februari 1975 | 22 december 1978  | SD     |
|                           |                        | Dorte Bennedsen (1938–2016)        | Minister van Onderwijs            | 22 december 1978 | 10 september 1982 | SD     |
|                           |                        | Ivar Hansen (1938–2003)            | Minister van Transport            | 30 augustus 1978 | 26 oktober 1979   | VDL    |
|                           |                        | Erling Olsen (1927–2011)           | Minister van Huisvesting          | 30 augustus 1978 | 10 september 1982 | SD     |
|                           | Niels Anker Kofoed     | Niels Anker Kofoed (1929–2018)     | Minister van Landbouw             | 30 augustus 1978 | 26 oktober 1979   | VDL    |
|                           |                        | Svend Jakobsen (1935–2022)         | Minister van Visserij             | 26 februari 1977 | 26 oktober 1979   | SD     |
|                           |                        | Ivar Nørgaard (1922–2011)          | Minister van Milieu               | 30 augustus 1978 | 28 februari 1980  | SD     |
|                           |                        | Niels Matthiasen (1924–1980)       | Minister van Cultuur              | 13 februari 1975 | 16 februari 1980  | SD     |
|                           | Lise Østergaard        | Lise Østergaard (1924–1994)        | Minister voor Noorse Samenwerking | 26 februari 1977 | 30 december 1981  | SD     |
|                           |                        | Jørgen Peder Hansen (1923–1994)    | Minister voor Groenland           | 13 februari 1975 | 20 januari 1981   | SD     |
|                           |                        | Egon Jensen (1922–1985)            | Minister voor Godsdienst          | 30 augustus 1978 | 26 oktober 1979   | SD     |
|                           | Per Hækkerup           | Per Hækkerup (1915–1979)           | Minister zonder portefeuille      | 30 augustus 1978 | 13 maart 1979     | SD     |

Kristensen ·
Hedtoft I ·
Hedtoft II ·
Eriksen ·
Hedtoft III ·
Hansen I ·
Hansen II ·
Kampmann I ·
Kampmann II ·
Krag I ·
Krag II ·
Baunsgaard ·
Krag III ·
Jørgensen I ·
Hartling ·
Jørgensen II ·
Jørgensen III ·
Jørgensen IV ·
Jørgensen V ·
Schlüter I ·
Schlüter II ·
Schlüter III ·
Schlüter IV ·
P.N. Rasmussen I ·
P.N. Rasmussen II ·
P.N. Rasmussen III ·
P.N. Rasmussen IV ·
A.F. Rasmussen I ·
A.F. Rasmussen II ·
A.F. Rasmussen III ·
L.L. Rasmussen I ·
Thorning-Schmidt I ·
Thorning-Schmidt II ·
L.L. Rasmussen II ·
L.L. Rasmussen III ·
Frederiksen I ·
Frederiksen II